# A tenger dala
A tenger dala (eredeti cím: Song of the Sea) 2014-ben bemutatott ír–francia–dán–belga–luxemburgi 3D-s számítógépes animációs  film, amelynek a rendezője Tomm Moore, az írói Tomm Moore és Will Collins, a producerei Tomm Moore, Ross Murray, Paul Young és Stephan Roelants, a zeneszerzői Bruno Coulais és Kíla. A mozifilm a Cartoon Saloon, Mélusine Productions, Big Farm és Super Productions gyártásában készült, a StudioCanal, O'Brother Distribution és Haut et Court forgalmazásában jelent meg. Műfaját tekintve fantasyfilm.
Franciaországban, Luxemburgban és Belgiumban 2014. december 10-én, Dániában 2015. február 19-én, Írországban 2015. július 10-én mutatták be, Magyarországon pedig 2015. március 5-én mutatták be.

## Szereplők
| Szereplő                                                  | Eredeti hang      | Magyar hang      |
| --------------------------------------------------------- | ----------------- | ---------------- |
| Ben                                                       | David Rawle       | Nagy Gereben     |
| Conor / Mac Lir                                           | Brendan Gleeson   | Debreczeny Csaba |
| Nagyi / Macha                                             | Fionnula Flanagan | Szabó Éva        |
| Bronagh                                                   | Lisa Hannigan     | Szávai Viktória  |
| Saoirse                                                   | Lucy O'Connell    | Vida Sára        |
| A Nagy Mesélő                                             | Jon Kenny         | Végh Péter       |
| Kompos Dan                                                | Jon Kenny         | Fazekas István   |
| Cipek                                                     | Pat Shortt        | Fazekas István   |
| Moha                                                      | Colm Ó'Snodaigh   | Galkó Balázs     |
| Spud                                                      | Liam Hourican     | Kardos Róbert    |
| Buszsofőr                                                 | Liam Hourican     | Kardos Róbert    |
| Ben kisgyerekként                                         | Kevin Swierszcz   | Vida Bálint      |
| További magyar hangok                                     |                   |                  |
| Ács Balázs, Pál Dániel Máté, Pál Zsófia, Szűcs Anna Viola |                   |                  |